# Columba Fernández Doyague
Columba Fernández Doyague (San Vicente de la Sonsierra, La Rioja, 31 de diciembre de 1908-Conchas de Haro, La Rioja, 17 de septiembre de 1936) fue una militante anarquista asesinada en el marco de la represión franquista en el primer año de la Guerra civil española después de permanecer casi dos meses en prisión.

## Biografía
Nació en la localidad riojana de San Vicente de la Sonsierra el 31 de diciembre de 1908. Su padre era conocido como Chamorro, por lo que a ella la apodaron La Chamorra. Muy joven emigró a Vitoria y formó familia con Isidro Ruiz Pereda. En julio de 1936, tenía su domicilio en el Casco Viejo de la capital alavesa.
Era militante anarquista en la CNT/FAI, con fama de idealista y valiente, y siempre en la primera línea del activismo. Fue detenida en febrero de 1932 en el transcurso de las movilizaciones obreras que tuvieron lugar en el marco de la huelga general convocada por la CNT y de nuevo en abril del mismo año durante las acciones confederales contra las celebraciones del primer aniversario de la República.

### Contexto histórico
Durante los primeros meses que siguieron a la sublevación militar de 1936, se sucedieron gran número de detenciones y ejecuciones extrajudiciales de personas contrarias al nuevo régimen que se pretendía establecer. Algunas de estas víctimas fueron asesinadas y enterradas en fosas clandestinas por lo que continúan desaparecidas. Fue el caso de Columba Fernández.

### Detención y juicio
Fue apresada el 31 de julio de 1936, en los primeros días después de la sublevación militar, a las puertas de la cárcel vitoriana de la calle Paz. La capital alavesa estaba ya bajo control franquista y las prisiones comenzaban a llenarse de presos políticos a los que las personas que se agolpaban en las puertas del penal, como ella, llevaban paquetes de comida y otros enseres. Fue acusada de haberse dirigido de forma inconveniente a uno de los soldados guardianes del penal. Con sus antecedentes y la denuncia por insultos a la autoridad ingresó directamente en prisión. Entre agosto y septiembre de 1936 fue juzgada y finalmente condenada a cuatro años por insultos a la fuerza armada y coacciones.

### Asesinato
El 17 de septiembre de 1936 fue sacada de la cárcel de Vitoria, supuestamente para trasladarla a su nuevo destino penitenciario en  la cárcel de Laguardia. Sin embargo, no llegó a su destino porque en el trayecto, a la altura de las Conchas de Haro, fue asesinada y enterrada de manera clandestina. El juez encargado de su caso decidió interrogar al viudo que lo único que pudo declarar fue que Columba había desaparecido en septiembre de 1936. Su cuerpo nunca apareció por lo que las diligencias judiciales contra Columba continuaron hasta 1944.

## Reconocimientos
En 2018 se instaló un monolito con placa en homenaje a las mujeres represaliadas durante la dictadura franquista en Álava, entre ellas Columba. El elemento conmemorativo se encuentra  junto al solar que ocupó en 1936 la cárcel instalada en el antiguo convento de las carmelitas de Vitoria (actual colegio del Sagrado Corazón). Al acto de homenaje acudió la hija de Columba, Maruja Ruiz Fernández, de 88 años, que visitó a su madre en prisión el día antes de que fuera asesinada. En ese lugar, en la confluencia de las actuales calles Manuel Iradier y Fueros, fueron retenidas durante meses cientos de mujeres alavesas y de otros orígenes acusadas de ser familiares, novias o mujeres de republicanos o por haber manifestado opiniones o declaraciones en contra del alzamiento nacional.
En 2024, como un gesto en favor de la recuperación de la memoria histórica, el pleno del Ayuntamiento de Vitoria-Gasteiz decidió la instalación de placas conmemorativas en honor a las víctimas de la Guerra civil española y la posterior dictadura. Entre ellas se detallaba la colocación de la de Columba Fernández en la casa en la que residió en la capital alavesa.